# Ендоканабіноїди
Ендоканабіноїди — це ендогенні речовини ліпідного походження, що виробляються в організмі. У нервовій системі ендоканабіноїди залучені до широкого діапазону біологічних активностей, зокрема вони беруть участь в модуляції нейротрансмісії, виживанні нейронів, синаптичній пластичності і запальних реакціях.
Ендоканабіноїдна система складається з канабіноїдних G-білкових рецепторів (CB1, CB2), сигнальних сполук ендоканабіноїдів та біосинтетичних і катаболічних ферментів цих сполук. Основними ендоканабіноїдами є анандамід та 2-Арахідоноїлгліцерин (2-АГ).